# Zahrad
Zahrad, pseudonimo di Zareh Yaldcyan (in armeno  Զահրատ ?; Costantinopoli, 10 maggio 1924 – Istanbul, 20 febbraio 2007), è stato un poeta armeno con cittadinanza turca.
Fu cresciuto dalla nonna materna dopo la perdita del padre all'età di tre anni. Si diplomò in una scuola mechitarista, poi iniziò a studiare Medicina, ma abbandonò gli studi al terzo anno. Si sposò nel 1963 con Anaîs Antreassyan.

## Opere
- «Մեծ քաղաքը» (Istanbul, 1960)
- «Գունաւոր սահմաններ» (Istanbul, 1968)
- «Բարի Երկինք» (Istanbul, 1971)
- «Կանանչ հող» (Parigi, 1976)
- «Մէկ քարով երկու գարուն» (Istanbul, 1989)
- «Մաղ մը ջուր» (Istanbul, 1995)
- «Ծայրը ծայրին» (Istanbul, 2001)
- «Ջուրը պատէն վեր» (Istanbul, 2004)